# Cyrestis tappana
Cyrestis tappana är en fjärilsart som beskrevs av Matsumura 1929. Cyrestis tappana ingår i släktet Cyrestis och familjen praktfjärilar. Inga underarter finns listade i Catalogue of Life.